# My Heaven Is Your Hell
«My Heaven Is Your Hell» es un sencillo de Lordi lanzado en el año 2004. Los primeros sencillos llevarían una etiqueta de Lordi. Los 600 siguientes llevarían una firma de cada uno de los miembros de la banda. My Heaven Is Your Hell es el primer sencillo del álbum The Monsterican Dream.

## Lista de canciones
1. «My Heaven Is Your Hell»
2. «Wake The Snake»

## Créditos
- Mr. Lordi (Vocalista)
- Amen (Guitarra eléctrica)
- Kalma (Bajo)
- Kita (Batería)
- Enary (Piano)

## Rendimiento
| Año  | Listas | Semana | Posición |
| ---- | ------ | ------ | -------- |
| 2004 | Top20  | 15     | 1        |
| 2004 | Top20  | 16     | 4        |
| 2004 | Top20  | 17     | 8        |
| 2004 | Top20  | 18     | 15       |